# Anders Franzénmuseet

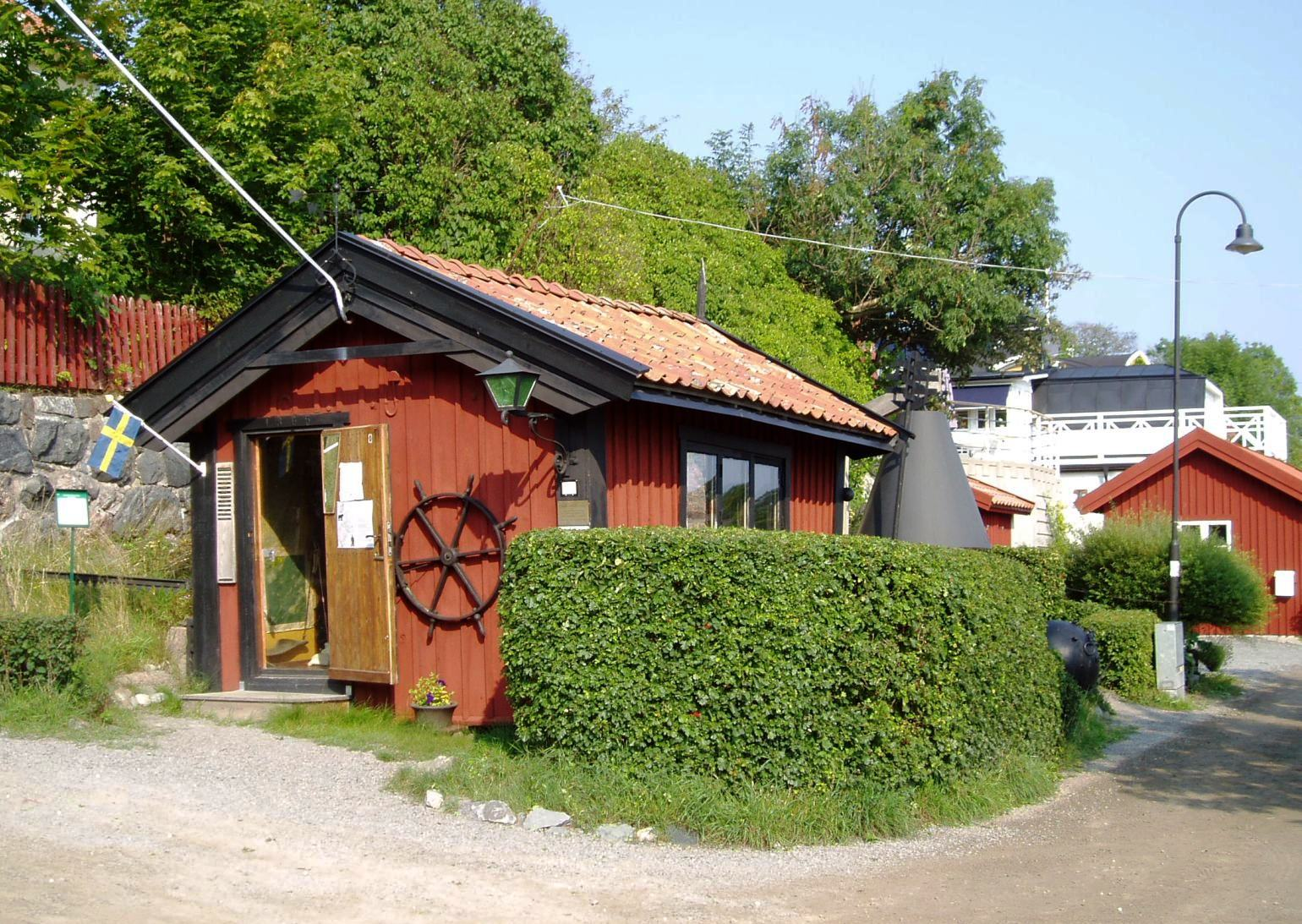
Anders Franzénmuseet.

Anders Franzénmuseet eller Anders Franzéns sjöbod ligger i Fiskarhamnen på Dalarö, Haninge kommun. Den lilla stugan från 1865 härbärgerar ett arbetslivsmuseum om amatörhistorikern Anders Franzén och är sedan år 2011 ett lagskyddat byggnadsminne.

## Historik

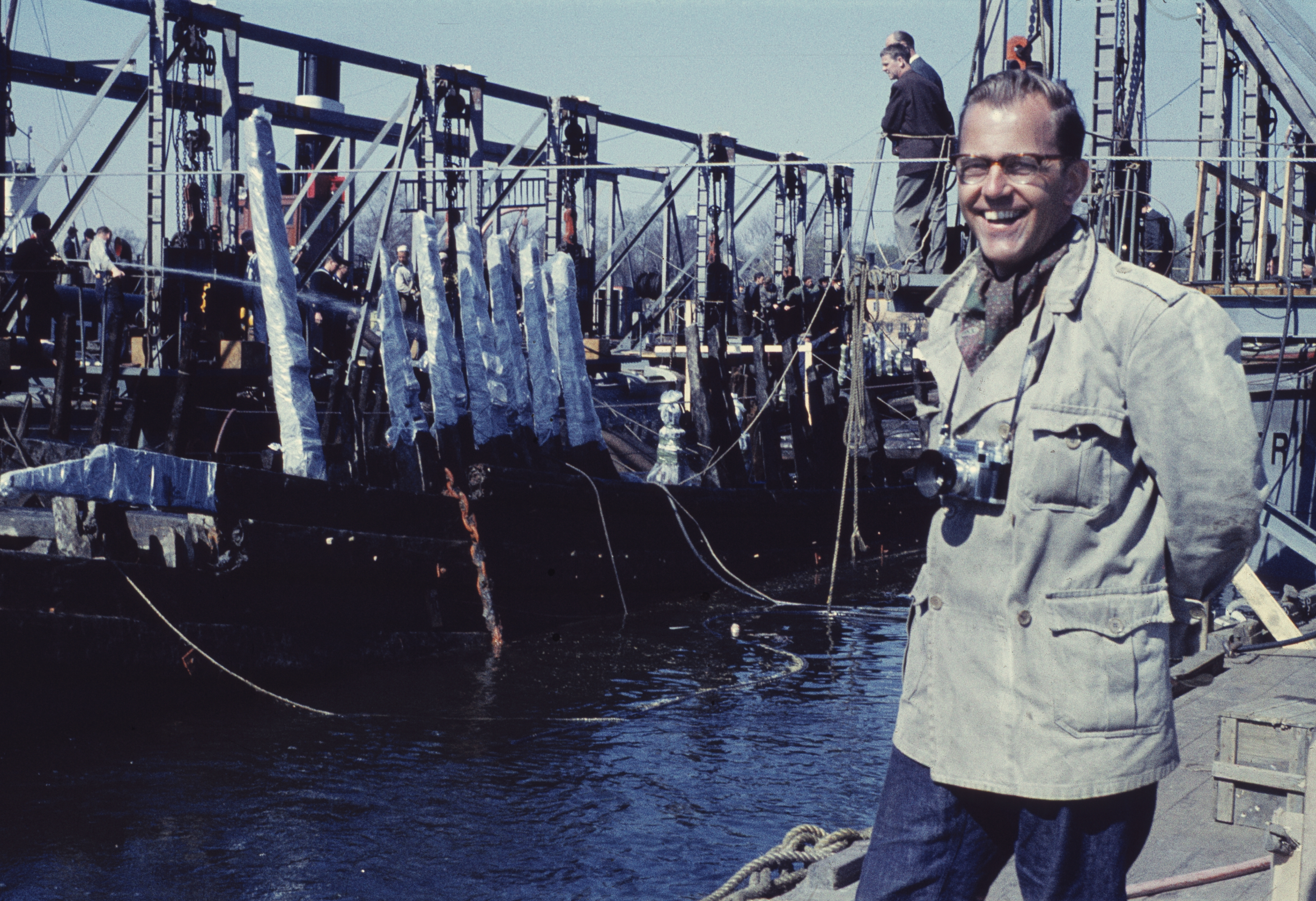
Anders Franzén 1961.

Museibyggnaden är ursprungligen en saltbod som uppfördes 1865 av mästerlotsen Frans Ludvig Öhman. När gamla Fisharhamnen i Dalarö skulle moderniseras 1912 stod boden i vägen och skulle rivas. Men den fick stå kvar och nyttjades sedan av handlaren Fredrik Norberg som magasin för bensin och smörjolja.
År 1950 förvärvades boden av Anders Franzén, som  hade bott under många år på somrarna med sina föräldrar strax ovanför Fiskarhamnen. Han skulle ha boden som förvaringsplats för diverse dykredskap och forskningsmateriel. Efter att ha upprustat boden med sängplats och kokmöjlighet blev den även övernattnings- och forskarstuga. Bland annat upprättade han här en känd vrakkarta över 12 historiska fartyg som sjunkit utanför Dalarö. 
Här bedrev han även forskningsarbeten och utvecklade ett propplod, som kunde hugga ut provbitar i träkonstruktioner under vatten och som 1956 ledde till lokaliseringen av Regalskeppet Vasa i Stockholms inlopp.

## Museum
År 1988 donerade Franzén sin bod till ”Anders Franzéns stiftelse för sjöhistorisk forskning” som beslöt att den skulle bevaras som Anders Franzéns Museum på Dalarö. Museet invigdes i juli 1990, och 2003 övertogs ansvaret för boden och museet av Dalarö hembygdsförening. I juli 2008 placerades en kopia av en dykarklocka från 1600-talet intill stugan. Klockan tillverkades vid Kalmar varv på initiativ av Franzén och utprovades 1986 av hans forskningskollega Bengt Grisell, vid en enda dykning som ägde rum utanför sydöstra Öland ner till Regalskeppet Kronan. Själva museet är under vissa tider på sommarhalvåret öppet ”för insyn” vilket innebär att bodens interiör kan betraktas genom den öppna entrédörren som är försedd med en glasskiva.

## Bilder

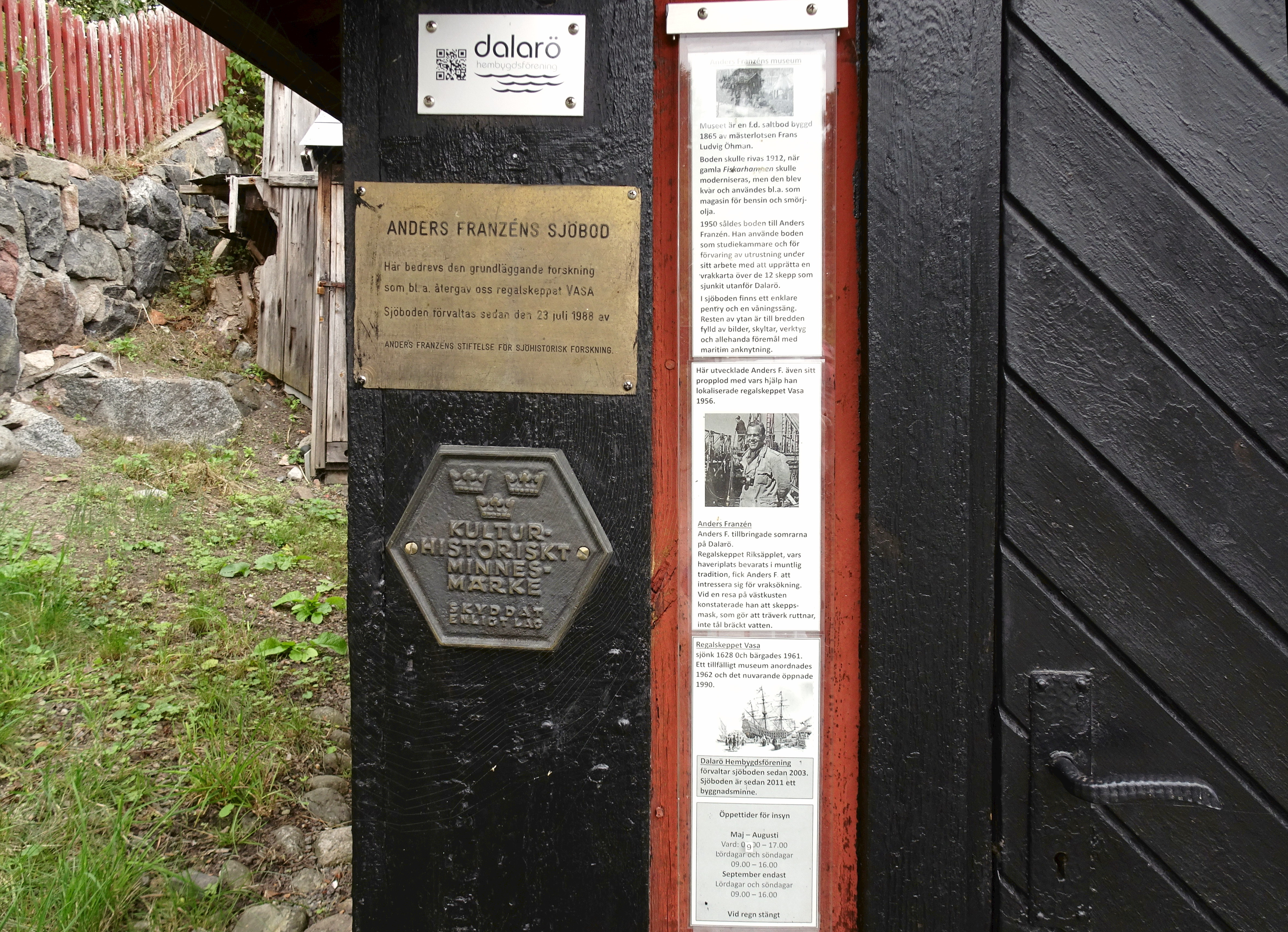
Museet, information
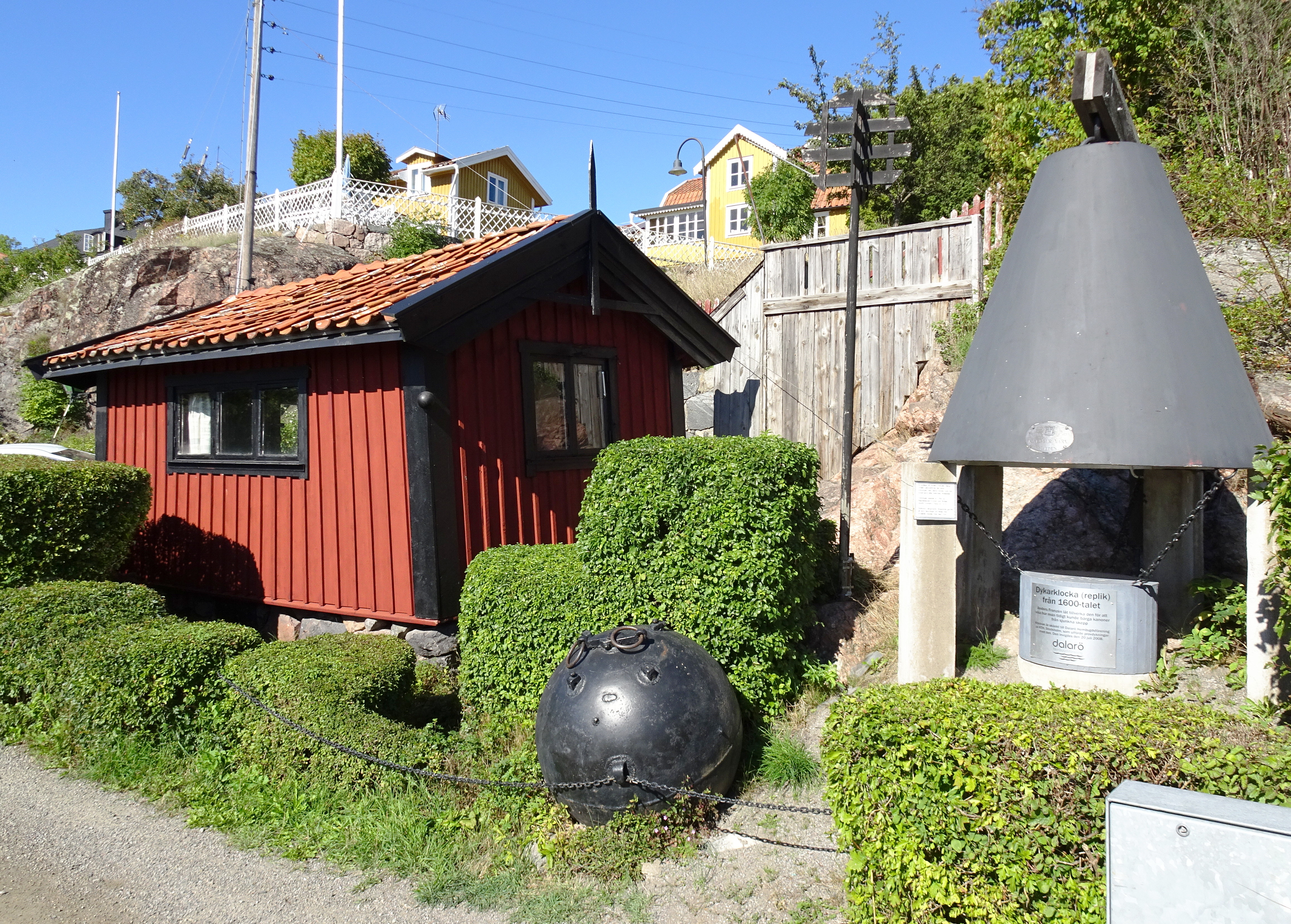
Museet och dykarklockan
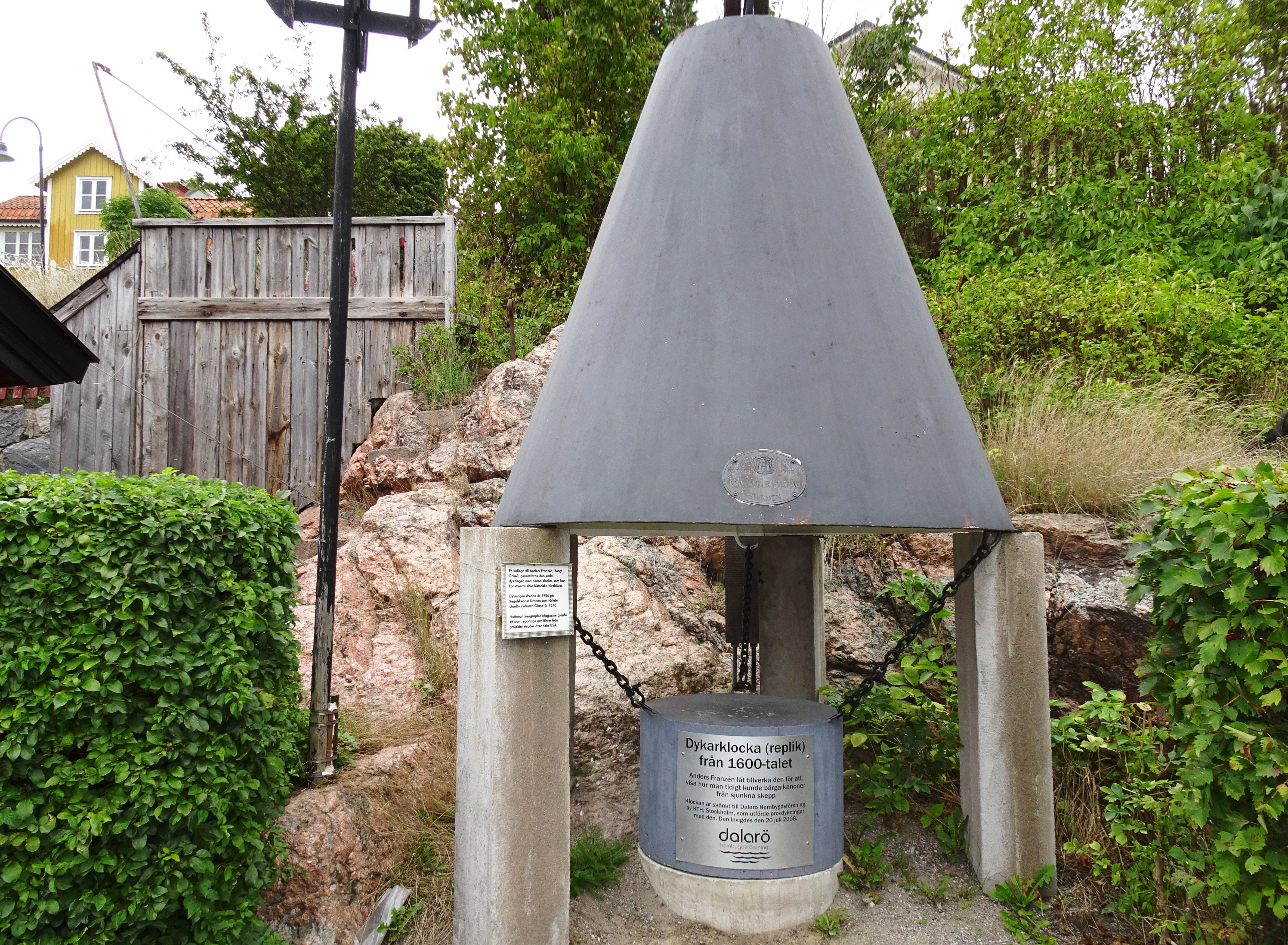
Dykarklockan
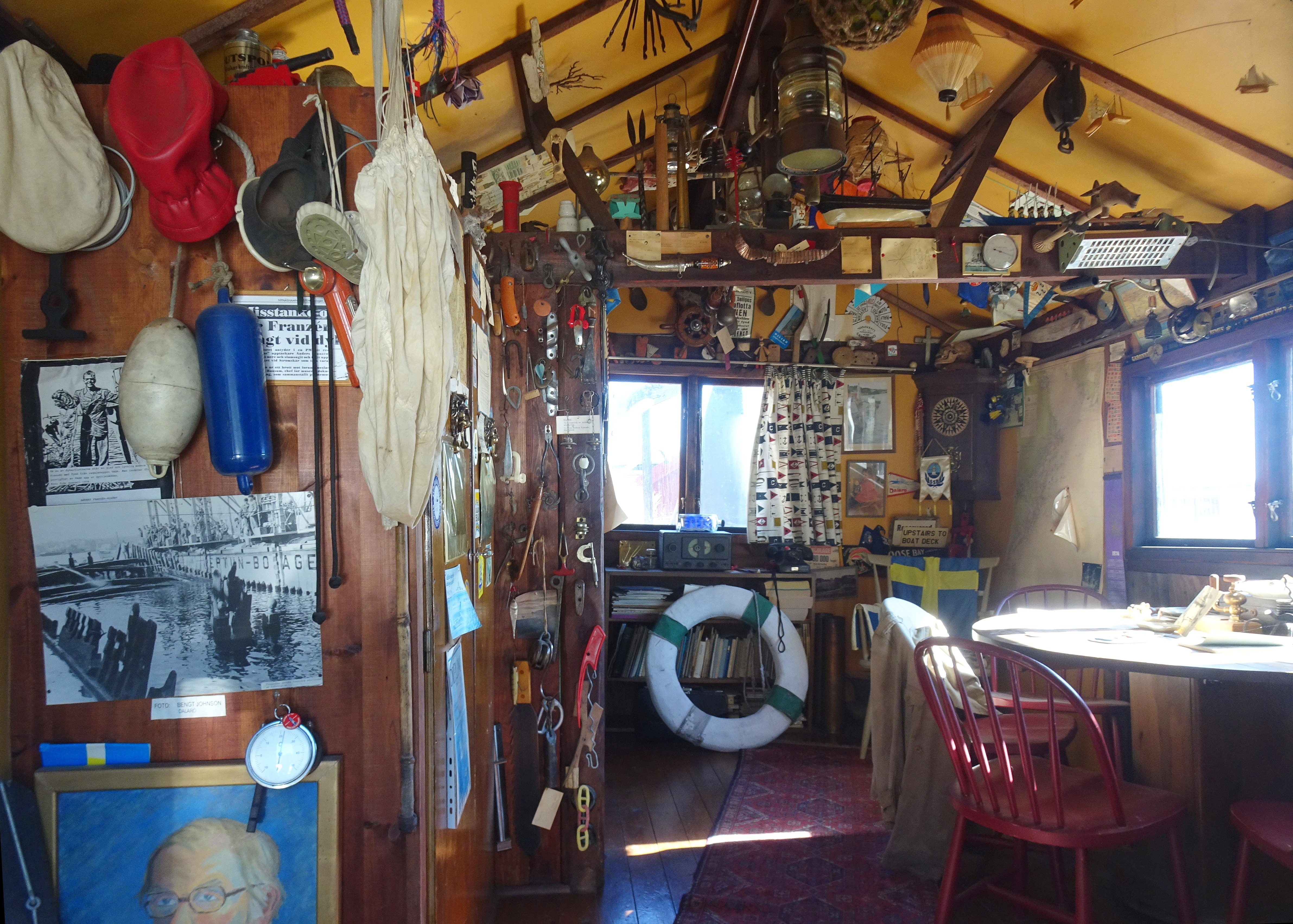
Museets interiör
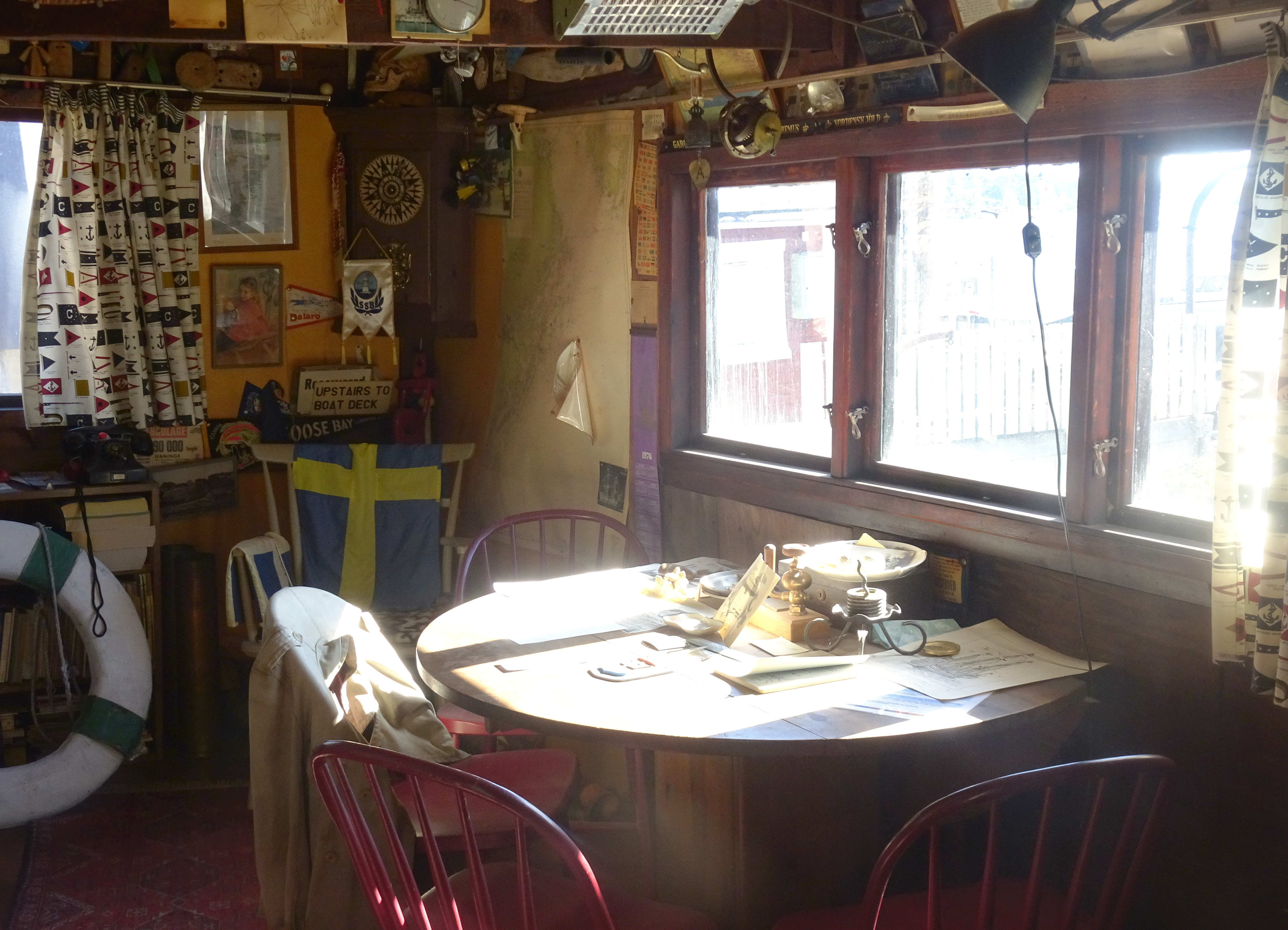
Franzéns skrivbord